# Lasioglossum greavesi
Lasioglossum greavesi là một loài Hymenoptera trong họ Halictidae. Loài này được Rayment mô tả khoa học năm 1930.

## Hình ảnh

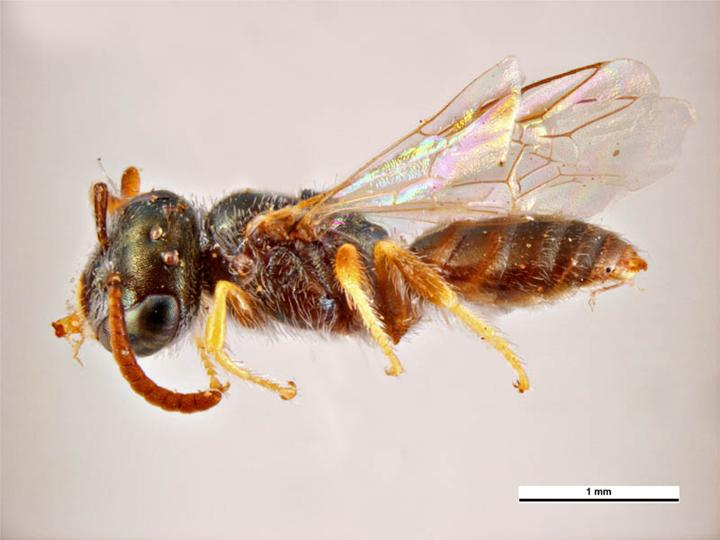
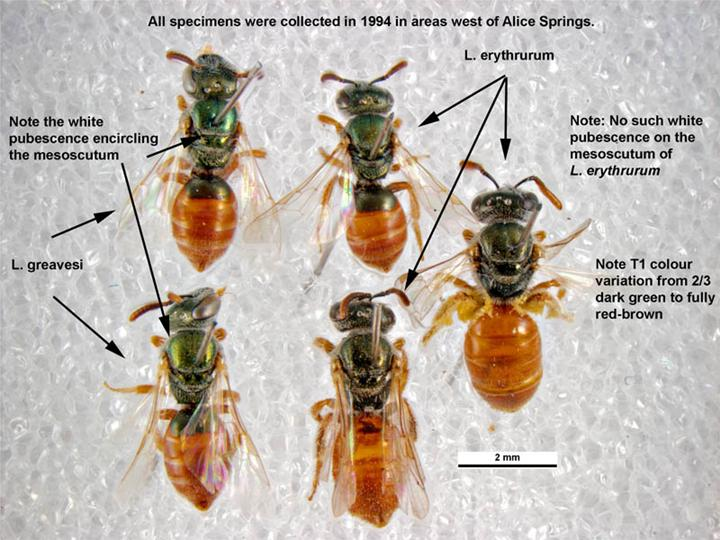
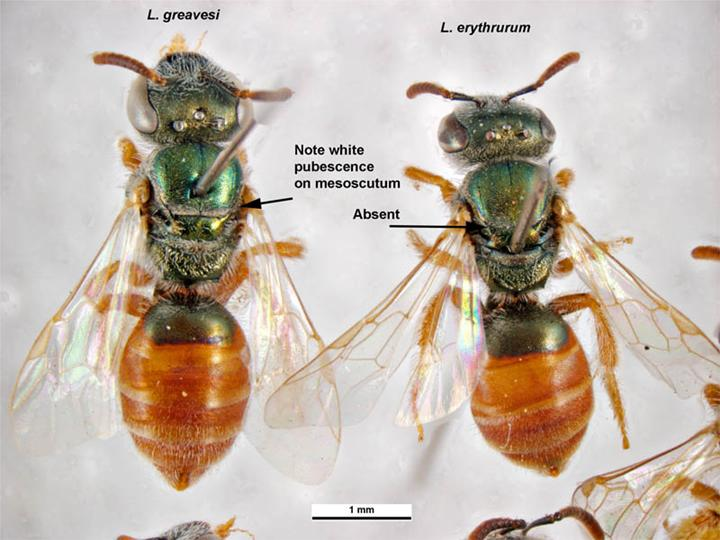